# TikiWiki
«TikiWiki CMS Groupware» — відкрите програмне забезпечення, відоміше як «TikiWiki», є системою керування контентом (CMS) / Geospatial Content Management System (GeoCMS) / Groupware вебзастосунок, що дозволяє створювати вебсайти й портали як в інтернеті, так й інтранеті.
TikiWiki є настроюваним модульним багато-функціональним пакетом, кожен компонент котрого може бути увімкнений/вимкнений і налаштований адміністратором TikiWiki. Також TikiWiki дозволяє користувачам налаштовувати зовнішній вигляд за допомогою вибору скінів/тем.
TikiWiki може використовуватися як структурована wiki, система відслідковування помилок, платформа для спільної роботи, база знань, блог або як вебфорум.

## Нагороди
TikiWiki виборов звання July 2003 Project of the Month.